# Epioblasma brevidens
Epioblasma brevidens är en musselart som först beskrevs av I. Lea 1831.  Epioblasma brevidens ingår i släktet Epioblasma och familjen målarmusslor. IUCN kategoriserar arten globalt som akut hotad. Inga underarter finns listade i Catalogue of Life.